# Rob Meyer
Rob Meyer est un réalisateur, producteur, scénariste et monteur américain.

## Filmographie

### Réalisation
- 2004 : Plastic Migration (court-métrage)
- 2007 : Aquarium (court-métrage)
- 2013 : A Birder's Guide to Everything
- 2013 : Handmade (court-métrage documentaire)

### Scénario
- 2004 : Plastic Migration (court-métrage)
- 2007 : Aquarium (court-métrage)
- 2013 : A Birder's Guide to Everything

### Production
Films
- 2007 : Aquarium (court-métrage)
- 2004 : SoHo Soccer de Jordan Ross (court-métrage)

Télévision
- 2003-2006 : Aux origines de l'humanité (Nova (série télévisée, 7 épisodes)
- 2006 : Assume the Position with Mr. Wuhl de Nick Doob, Chris Hegedus et D.A. Pennebaker (téléfilm documentaire)

### Montage
- 2004 : Plastic Migration (court-métrage)
- 2007 : Aquarium (court-métrage)
- 2013 : Handmade (court-métrage documentaire)

## Distinctions

### Récompenses
Aquarium
- Festival international du film d'Atlanta 2007 : Prix du jury - Meilleur court-métrage
- Festival international du film d'Austin 2007 : Prix du public - Meilleur court-métrage d'étudiant
- First Run Festival 2007 :
  - Craft Award - Meilleur scénario
  - Wasserman Award - Graduate Division (seconde place)
- Festival international du court-métrage de Miami 2007 : Meilleur du festival
- Festival international du court-métrage de New York 2007 : Prix du festival - Meilleur film étudiant
- Festival international du film de Woodstock 2007 : Prix du jury - Meilleur court-métrage étudiant
- Festival international du film indépendant d'Ashland 2008 : Prix du public - Meilleur court-métrage
- Festival international du court-métrage d'Oxford 2008 : Prix du jury - Meilleur court-métrage
- Festival international du court-métrage de Santa Barbara 2008 : Bruce C. Corwin Award
- Festival du film de Sundance 2008 : Short Filmmaking Award - Honorable Mention
- Festival international du court-métrage de Toronto 2008 : Prix spécial du jury - Meilleure comédie

A Birder's Guide to Everything
- Festival du film de TriBeCa 2013 : Prix d'audience - Seconde place

### Nomination
- Festival international du court-métrage de New York 2007 : Prix du public pour Aquarium